# Jelovec pri Makolah
Jelovec pri Makolah – wieś w Słowenii, w gminie Makole. W 2018 roku liczyła 197 mieszkańców.